# Хедвиг Елизабет Амелия фон Пфалц-Нойбург
Хедвиг Елизабет Амелия фон Пфалц-Нойбург (на немски: Hedwig Elisabeth Amalia von Pfalz-Neuburg; на полски: Jadwiga Elżbieta Amalia Sobieska, z domu von Pfalz-Neuburg; * 18 юли 1673, Дюселдорф; † 11 август 1722, Олава), от фамилията Вителсбахи, е принцеса и пфалцграфиня на Пфалз-Нойбург и чрез женитба тронпринцеса на Полша.

## Живот
Дъщеря е на курфюрст Филип Вилхелм фон Пфалц (1615 – 1690) и втората му съпруга Елизабет Амалия фон Хесен-Дармщат (1635 – 1709), дъщеря на ландграф Георг II фон Хесен-Дармщат и София Елеонора Саксонска.
Хедвиг Елизабет се омъжва на 25 февруари 1691 г. във Варшава за полския тронринц Якуб Лудвиг Хайнрих Собиески (1667 – 1737), син на крал Ян III Собески. Най-голямата ѝ сестра Елеонора е омъжена от 1676 г. за император Леополд I. Императорът залага на снаха си и нейния съпруг през 1691 г. Олава за 400 000 гулдена. Двойката резидира в тамошния дворец. Хедвиг Елизабет създава дворец в град Пилица.
Хедвиг Елизабет умира на 49 години в Олау и вероятно е погребана в катедралата на Вроцлав. Тя е баба на Чарлз Едуард Стюарт.

## Деца
Хедвиг Елизабет има децата:
- Мария Леополдина (1693 – 1695)
- Мария Касимиера (1695 – 1723), монахиня
- Мария Каролина (1697 – 1740), оставила потомство

∞ 1. 1723 Фредерик-Морис дьо Латур д’Оверн, принц на Тюрен (1702 – 1723)
∞ 2. 1724 Шарл Годефроа дьо Латур д’Оверн, дук на Бульон (1706 – 1771)
- Мария Клементина (1702 – 1735),

∞ 1719 принц Джеймс Франсис Едуард Стюарт (1688 – 1766), син на крал Джеймс II от Англия, майка на принц Чарлз Едуард Стюарт
- Мария Магдалена (1704 – 1704)